# Sextus Roscius
Sextus Roscius, levde under första århundradet f.Kr., var en romersk son till en förnäm borgare i Ameria i Umbrien.
Sextus Roscius anklagades för mord på sin far 81 f.Kr. och försvarades framgångsrikt av Cicero i talet Pro Roscio Amerino. Mordet på hans far var i själva verket anstiftat av några fränder. 